# カラフトイバラ
カラフトイバラ（樺太茨・山浜梨、学名: Rosa amblyotis）は、バラ科バラ属の落葉低木。こんもりとした茂みを作り、夏に芳香を持つ淡い紅紫色の花を1 - 5ほど集まって咲かせる。ハマナスにくらべ果実はほぼ球形で果肉が薄い。北海道、群馬県、長野県の都道府県絶滅危惧種のリストに掲載される。

## 名称
別名ヤマハマナス、カラフトバラ、ミヤマバラ、コバノミヤマバラとよばれる。さらに別称として、タカネバラと混同されて本種が流通している。タカネバラは北海道には分布しておらず生育条件からも区別できる。樺太の名が示すように、北海道以北の樺太（サハリン）島をふくむ極東ロシアやアジア北部に分布がある。別名にヤマハマナス、ミヤマバラとあるが高山帯に分布するというわけではない。学名にも異名（シノニム）が多く、Rosa amblyotis C.A.Mey.のほかに、Rosa rubrostipullata Nakai、Rosa marretii H.Lév.、Rosa davurica auct. non Pall.、Rosa davurica Pall. var. alpestris (Nakai) Kitag.が知られる。中国名は、山刺玫。

## 生育環境
海岸ではなく内陸で見られる。日本国内では明るい草地に自生し、北海道東部に分布し平野部の道路沿いに多く見られるほか、群馬県と長野県の高原にも少数が隔離的に自生する。

## 特徴
高さ1.5 - 2メートル (m) の落葉低木。ハマナスに似るが、トゲや針は少なく、全体にほっそりしている。枝は無毛で、細い刺が徒長枝につくが後に脱落、側枝には少ない。葉柄基部の枝に一対の刺が明瞭につく。托葉は上部まで沿着し、先はとがらず耳状に広くなる。集散花序で1 - 5もしくは3 - 7つの房咲きになる。小花柄には目立つ苞があり、つぼみを包むように幅が広く披針形。花弁は平開し花弁の基部があまり重ならず、基部の縁がわずかに白く縁どられるため星形模様に見える。果実は球形で秋に赤熟する。葉は奇数羽状複葉で、小葉は5 - 9個で平たくハマナスやオオタカネバラよりも細身で、長さ3 - 4センチメートル (cm) の長楕円形または倒卵状楕円形で鋭頭または円頭。かつて小葉の下部に腺点のあるものをヤマハマナスとして区別していた。

## 品種
ハマナスと同様に園芸バラとしても利用されており、わずかではあるが北海道立林業試験場の作出した以下の品種が知られる。
- ノーストピア
- プリティーシャイン
- コンサレッド

## ギャラリー

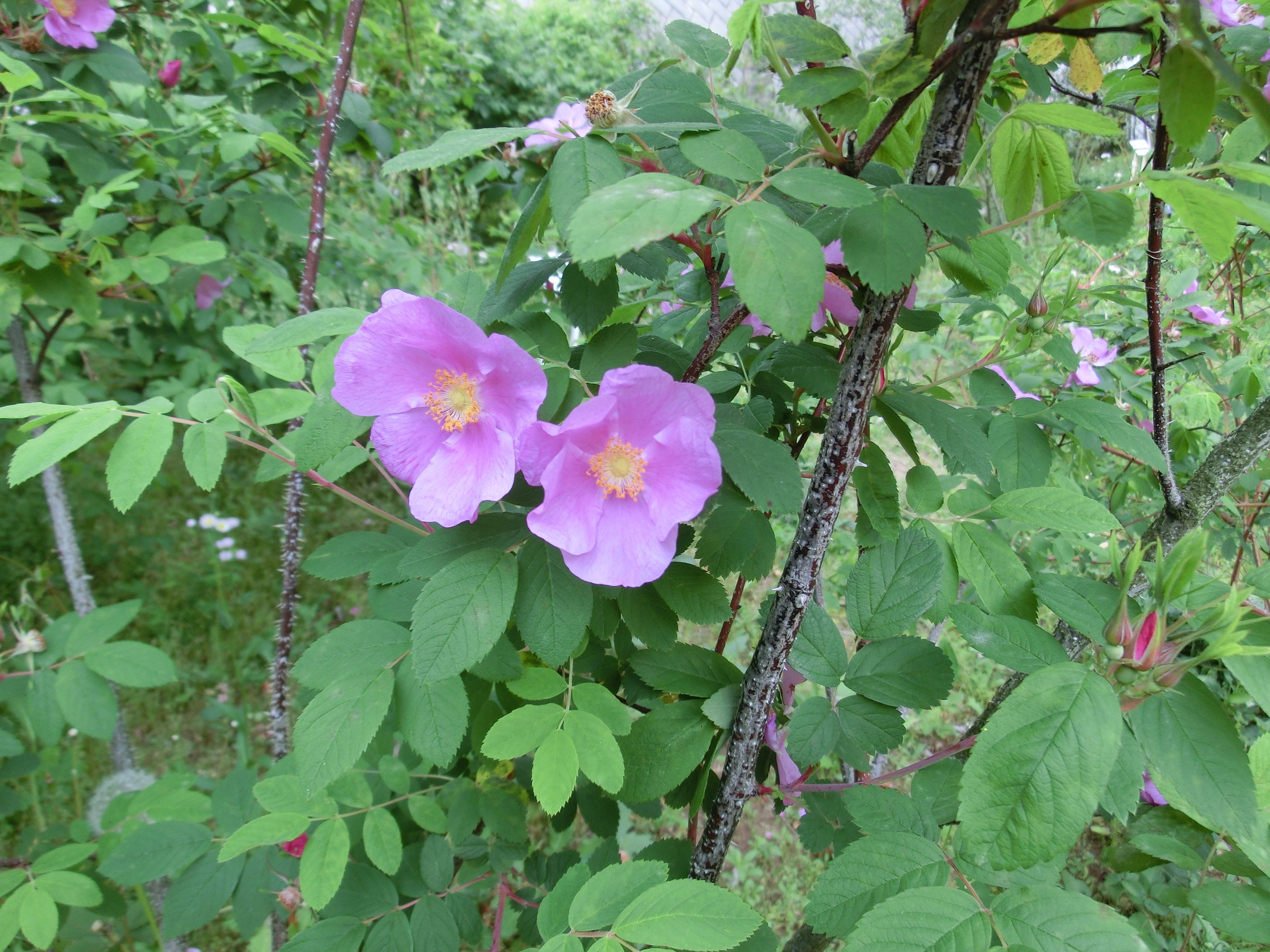
カラフトイバラの花
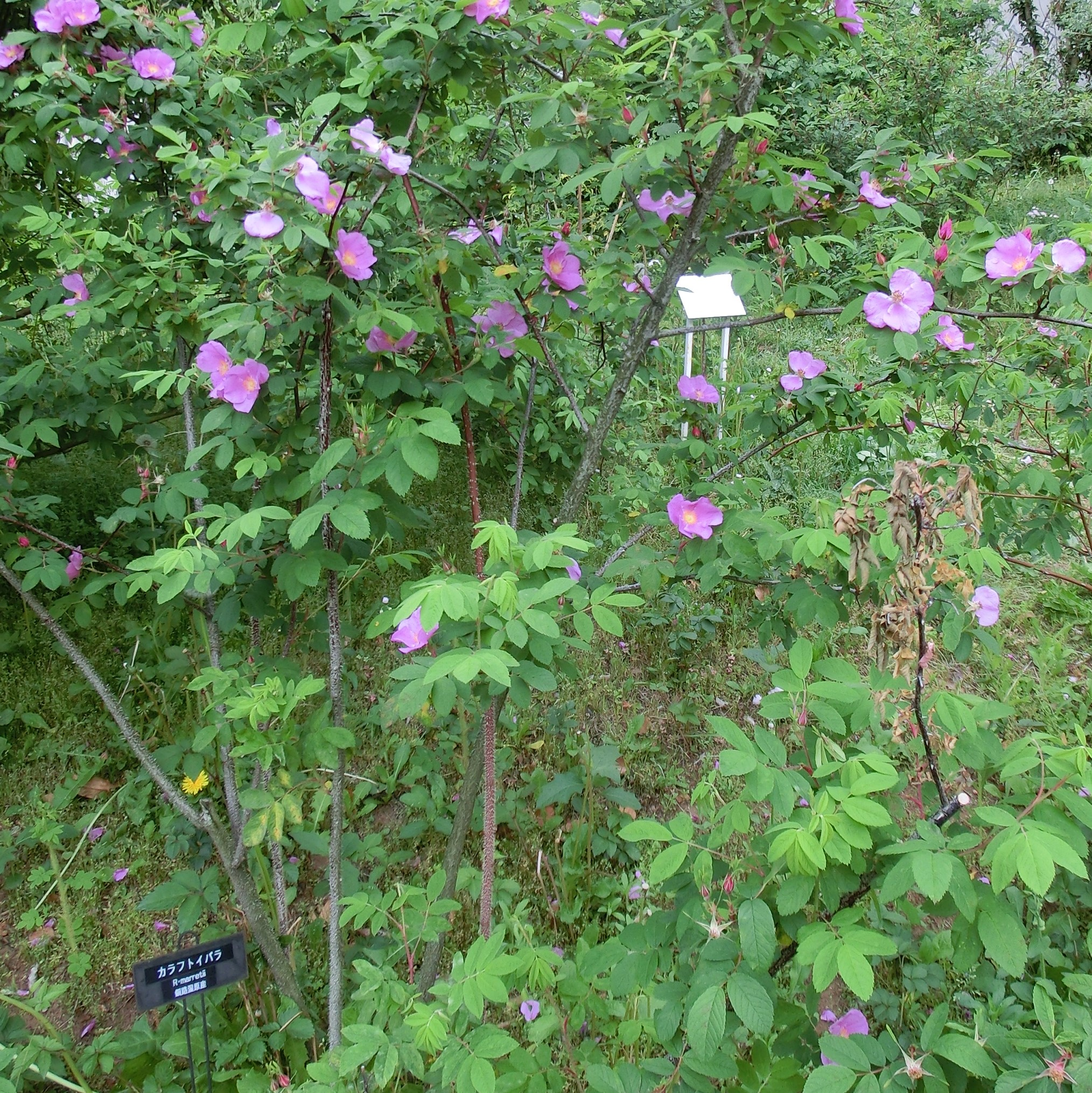
カラフトイバラの株姿
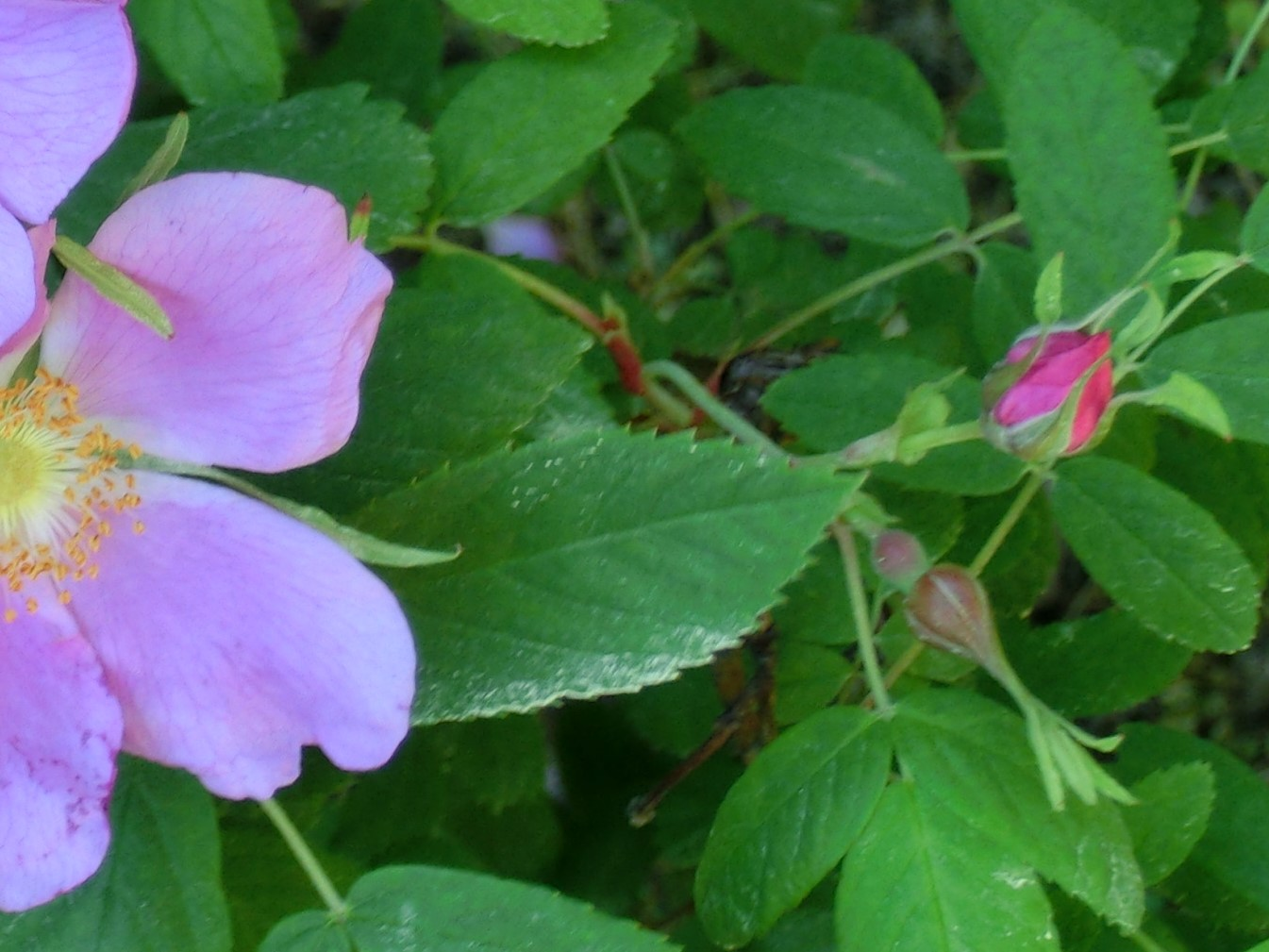
蕾の柄を包むように幅の広い苞がつく
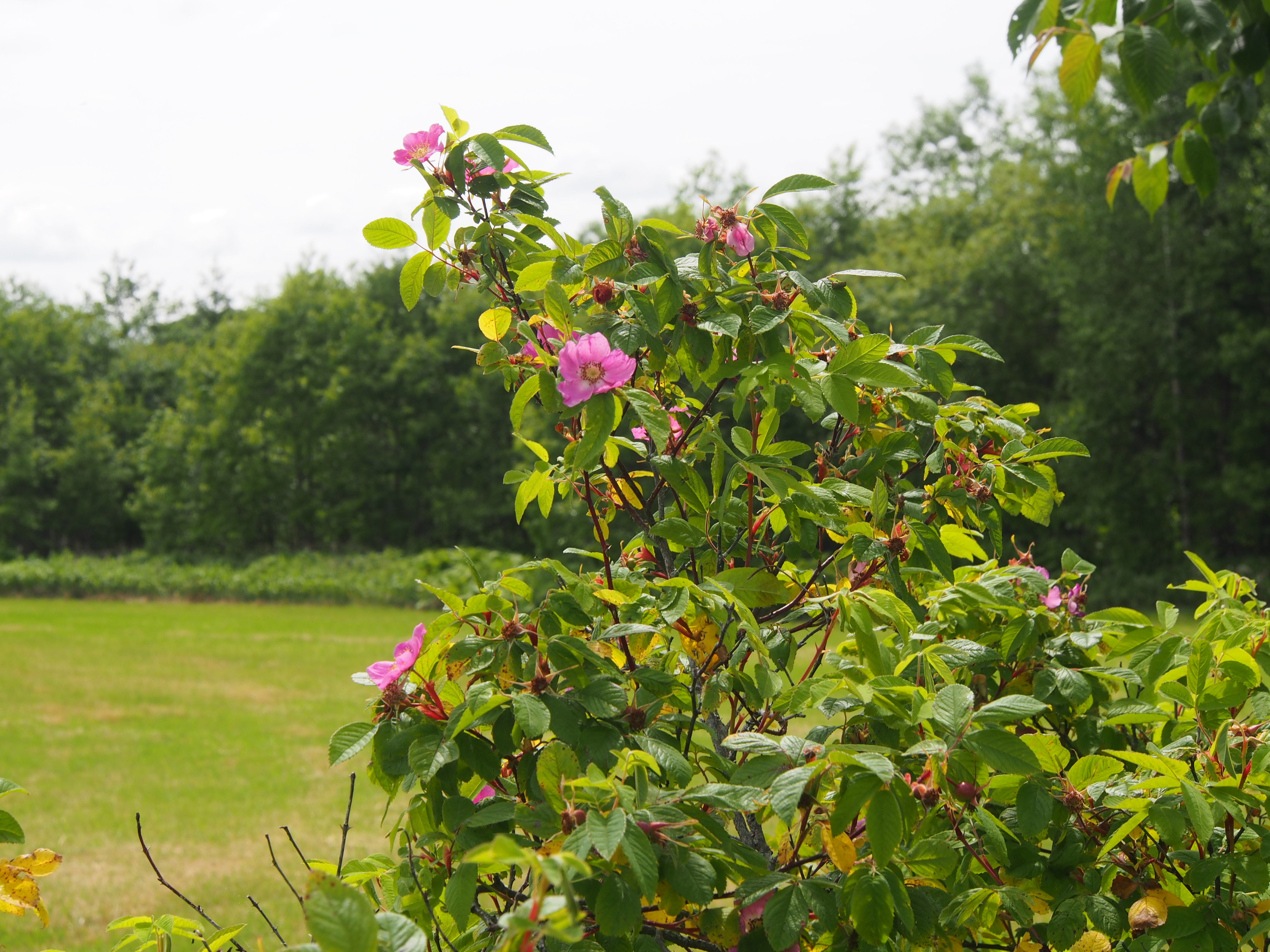
北海道の明るい牧草地の縁部に生育するカラフトイバラ